# Therese Johaug
Therese Johaug (Os, 25 giugno 1988) è un'ex fondista e mezzofondista norvegese.

## Biografia
In Coppa del Mondo ha esordito il 27 gennaio 2007 nella 10 km a tecnica classica di Otepää (8ª), ha ottenuto il primo podio il 27 marzo successivo nell'inseguimento di Falun (3ª) e la prima vittoria il 25 novembre 2007 nella staffetta di Beitostølen. Nella stagione 2013-2014 ha vinto sia la coppa del Mondo generale sia quella di distanza, risultato bissato nella stagione 2015-2016; anche nella stagione 2018-2019 ha vinto la Coppa del Mondo di distanza.
In carriera ha preso parte a tre edizioni dei Giochi olimpici invernali, Vancouver 2010 (7ª nella 30 km, 6ª nell'inseguimento, 1ª nella staffetta), Soči 2014 (3ª nella 10 km, 2ª nella 30 km, 4ª nello skiathlon, 5ª nella staffetta) e Pechino 2022 (1ª nella 10 km, 1ª nella 30 km, 1ª nello skiathlon, 5ª nella staffetta), e a sette dei Campionati mondiali, vincendo diciotto medaglie.
Il 19 ottobre 2016 è stata sospesa per due mesi in via cautelativa dall'agenzia antidoping della Norvegia poiché risultata positiva a un anabolizzante, che tuttavia l'atleta avrebbe assunto involontariamente; in seguito è stata squalificata per 13 mesi, con decorrenza dal 18 ottobre 2016, dal Comitato Olimpico Norvegese: la Johaug non ha così potuto prendere parte alla stagione 2016-2017. Il 22 agosto 2017 il Tribunale Arbitrale dello Sport ha poi accolto il ricorso della Federazione Internazionale Sci, che aveva ritenuto troppo blanda la squalifica comminata, e l'ha portata a diciotto mesi. L'estensione della squalifica ha impedito alla sciatrice di prendere parte ai XXIII Giochi olimpici invernali di Pyeongchang 2018.
Nell'agosto del 2019 ha partecipato ai 10000 metri piani dei campionati nazionali norvegesi di atletica leggera, vincendo la medaglia d'oro e ottenendo uno dei migliori tempi stagionali europei. Nella stagione 2019-2020 ha nuovamente vinto sia la Coppa del Mondo generale sia quella di distanza; in quella successiva ai Mondiali di Oberstdorf 2021 ha vinto la medaglia d'oro nello skiathlon, nella 10 km, nella 30 km e nella staffetta.
Ha partecipato ai Giochi olimpici invernali per la terza volta a Pechino 2022, dove ha vinto tre medaglie d'oro nella 10 km tecnica classica, nella 30 km tecnica libera e nello skiathlon. Nella staffetta 4x5 km, con Tiril Udnes Weng, Helene Marie Fossesholm e Ragnhild Haga.
Il 4 marzo 2022, all'età di 33 anni, ha annunciato il ritiro dalla carriera agonistica; in quella stagione 2021-2022 in Coppa del Mondo si è nuovamente aggiudicata la classifica di distanza. Inattiva dall'aprile del 2022, è tornata alle competizioni nel 2024 e nella gara inaugurale della Coppa del Mondo 2025, la 10 km TC di Kuusamo del 29 novembre 2024, è subito tornata a salire sul podio (2ª); ai Mondiali di Trondheim 2025 ha vinto la medaglia d'argento nella 10 km, nello skiathlon e nella staffetta e quella di bronzo nella 50 km.

## Palmarès

### Sci di fondo

#### Olimpiadi
- 6 medaglie:
  - 4 ori (staffetta a Vancouver 2010; 10 km, 30 km, skiathlon a Pechino 2022)
  - 1 argento (30 km a Soči 2014)
  - 1 bronzo (10 km a Soči 2014)

#### Mondiali
- 23 medaglie:
  - 14 ori (30 km, staffetta a Oslo 2011; 10 km, staffetta a Val di Fiemme 2013; skiathlon, 30 km, staffetta a Falun 2015; 10 km, skiathlon, 30 km a Seefeld in Tirol 2019; 10 km, 30 km, skiathlon, staffetta a Oberstdorf 2021)
  - 5 argenti (skiathlon a Val di Fiemme 2013; staffetta a Seefeld in Tirol 2019; 10 km, skiathlon, staffetta a Trondheim 2025)
  - 4 bronzi (30 km a Sapporo 2007; inseguimento a Oslo 2011; 30 km a Val di Fiemme 2013; 50 km a Trondheim 2025)

#### Mondiali juniores
- 5 medaglie:
  - 4 ori (staffetta a Tarvisio 2007; 5 km, 10 km, staffetta a Malles Venosta 2008)
  - 1 bronzo (inseguimento a Tarvisio 2007)

#### Coppa del Mondo
- Vincitrice della Coppa del Mondo nel 2014, nel 2016 e nel 2020
- Vincitrice della Coppa del Mondo di distanza nel 2014, nel 2016, nel 2019, nel 2020 e nel 2022
- 111 podi (89 individuali, 22 a squadre):
  - 68 vittorie (50 individuali, 18 a squadre)
  - 21 secondi posti (20 individuali, 1 a squadre)
  - 22 terzi posti (19 individuali, 3 a squadre)

##### Coppa del Mondo - vittorie
| Data                              | Località                                                     | Nazione                  | Specialità                                                                     |
| --------------------------------- | ------------------------------------------------------------ | ------------------------ | ------------------------------------------------------------------------------ |
| 25 novembre 2007                  | Beitostølen                                                  | Norvegia                 | 4x5 km (con Astrid Uhrenholdt Jacobsen, Vibeke Skofterud e Marit Bjørgen)      |
| 9 dicembre 2007                   | Davos                                                        | Svizzera                 | 4x5 km (con Kristin Mürer Stemland, Kristin Størmer Steira e Vibeke Skofterud) |
| 23 novembre 2008                  | Gällivare                                                    | Svezia                   | 4x5 km (con Marit Bjørgen, Kristin Størmer Steira e Marthe Kristoffersen)      |
| 7 marzo 2010                      | Lahti                                                        | Finlandia                | 4x5 km (con Marthe Kristoffersen, Kristin Størmer Steira e Marit Bjørgen)      |
| 21 novembre 2010                  | Gällivare                                                    | Svezia                   | 4x5 km (con Vibeke Skofterud, Kristin Størmer Steira e Marit Bjørgen)          |
| 19 dicembre 2010                  | La Clusaz                                                    | Francia                  | 4x5 km (con Vibeke Skofterud, Kristin Størmer Steira e Marit Bjørgen)          |
| 12 marzo 2011                     | Lahti                                                        | Finlandia                | 10 km PU                                                                       |
| 20 novembre 2011                  | Sjusjøen                                                     | Norvegia                 | 4x5 km (con Vibeke Skofterud, Kristin Størmer Steira e Marit Bjørgen)          |
| 5 febbraio 2012                   | Rybinsk                                                      | Russia                   | 15 km ST                                                                       |
| 12 febbraio 2012                  | Nové Město na Moravě                                         | Rep. Ceca                | 4x5 km (con Vibeke Skofterud, Astrid Uhrenholdt Jacobsen e Marit Bjørgen)      |
| 3 marzo 2012                      | Lahti                                                        | Finlandia                | 15 km ST                                                                       |
| 25 novembre 2012                  | Gällivare                                                    | Svezia                   | 4x5 km (con Vibeke Skofterud, Martine Ek Hagen e Marit Bjørgen)                |
| 20 gennaio 2013                   | La Clusaz                                                    | Francia                  | 4x5 km (con Heidi Weng, Kristin Størmer Steira e Marit Bjørgen)                |
| 17 febbraio 2013                  | Davos                                                        | Svizzera                 | 10 km TL                                                                       |
| 17 marzo 2013                     | Oslo                                                         | Norvegia                 | 30 km TL MS                                                                    |
| 8 dicembre 2013                   | Lillehammer                                                  | Norvegia                 | 4x5 km (con Heidi Weng, Kristin Størmer Steira e Marit Bjørgen)                |
| 28 dicembre 2013 5 gennaio 2014   | Oberhof Lenzerheide Cortina d'Ampezzo/Dobbiaco Val di Fiemme | Germania Svizzera Italia | Tour de Ski                                                                    |
| 14 marzo 2014 16 marzo 2014       | Falun                                                        | Svezia                   | Finali                                                                         |
| 30 novembre 2014                  | Kuusamo                                                      | Finlandia                | 10 km TC                                                                       |
| 13 dicembre 2014                  | Davos                                                        | Svizzera                 | 10 km TC                                                                       |
| 27 novembre 2015 29 novembre 2015 | Kuusamo                                                      | Finlandia                | Ruka Triple                                                                    |
| 5 dicembre 2015                   | Lillehammer                                                  | Norvegia                 | 15 km ST                                                                       |
| 6 dicembre 2015                   | Lillehammer                                                  | Norvegia                 | 4x5 km (con Maiken Caspersen Falla, Ingvild Flugstad Østberg e Heidi Weng)     |
| 12 dicembre 2015                  | Davos                                                        | Svizzera                 | 15 km TL                                                                       |
| 20 dicembre 2015                  | Dobbiaco                                                     | Italia                   | 10 km TC                                                                       |
| 1º gennaio 2016 10 gennaio 2016   | Lenzerheide Oberstdorf Dobbiaco Val di Fiemme                | Svizzera Germania Italia | Tour de Ski                                                                    |
| 23 gennaio 2016                   | Nové Město na Moravě                                         | Rep. Ceca                | 10 km TL                                                                       |
| 24 gennaio 2016                   | Nové Město na Moravě                                         | Rep. Ceca                | 4x5 km (con Ingvild Flugstad Østberg, Heidi Weng e Astrid Uhrenholdt Jacobsen) |
| 7 febbraio 2016                   | Oslo                                                         | Norvegia                 | 30 km TC MS                                                                    |
| 13 febbraio 2016                  | Falun                                                        | Svezia                   | 5 km TC                                                                        |
| 14 febbraio 2016                  | Falun                                                        | Svezia                   | 10 km TL MS                                                                    |
| 21 febbraio 2016                  | Lahti                                                        | Finlandia                | 15 km ST                                                                       |
| 1º marzo 2016 12 marzo 2016       | Gatineau Montréal Québec Canmore                             | Canada                   | Ski Tour Canada                                                                |
| 25 novembre 2018                  | Kuusamo                                                      | Finlandia                | 10 km TC                                                                       |
| 30 novembre 2018 2 dicembre 2018  | Lillehammer                                                  | Norvegia                 | Nordic Opening                                                                 |
| 8 dicembre 2018                   | Beitostølen                                                  | Norvegia                 | 15 km TL                                                                       |
| 9 dicembre 2018                   | Beitostølen                                                  | Norvegia                 | 4x5 km (con Heidi Weng, Ragnhild Haga e Ingvild Flugstad Østberg)              |
| 16 dicembre 2018                  | Davos                                                        | Svizzera                 | 10 km TL                                                                       |
| 20 gennaio 2019                   | Otepää                                                       | Estonia                  | 10 km TC                                                                       |
| 26 gennaio 2019                   | Ulricehamn                                                   | Svezia                   | 10 km TL                                                                       |
| 27 gennaio 2019                   | Ulricehamn                                                   | Svezia                   | 4x5 km (con Heidi Weng, Astrid Uhrenholdt Jacobsen e Ingvild Flugstad Østberg) |
| 10 marzo 2019                     | Oslo                                                         | Norvegia                 | 30 km TC MS                                                                    |
| 17 marzo 2019                     | Falun                                                        | Svezia                   | 10 km TL                                                                       |
| 29 novembre 2019 1º dicembre 2019 | Kuusamo                                                      | Finlandia                | Ruka Triple                                                                    |
| 7 dicembre 2019                   | Lillehammer                                                  | Norvegia                 | 15 km ST                                                                       |
| 8 dicembre 2019                   | Lillehammer                                                  | Norvegia                 | 4x5 km (con Maiken Caspersen Falla, Astrid Uhrenholdt Jacobsen e Heidi Weng)   |
| 15 dicembre 2019                  | Davos                                                        | Svizzera                 | 10 km TL                                                                       |
| 28 dicembre 2019 5 gennaio 2020   | Lenzerheide Dobbiaco Val di Fiemme                           | Svizzera Italia          | Tour de Ski                                                                    |
| 18 gennaio 2020                   | Nové Město na Moravě                                         | Rep. Ceca                | 10 km TL                                                                       |
| 19 gennaio 2020                   | Nové Město na Moravě                                         | Rep. Ceca                | 10 km TC PU                                                                    |
| 25 gennaio 2020                   | Oberstdorf                                                   | Germania                 | 15 km ST                                                                       |
| 9 febbraio 2020                   | Falun                                                        | Svezia                   | 10 km TL                                                                       |
| 15 febbraio 2020 23 febbraio 2020 | Östersund Åre Meråker Trondheim                              | Svezia Norvegia          | Ski Tour                                                                       |
| 29 febbraio 2020                  | Lahti                                                        | Finlandia                | 10 km TC                                                                       |
| 1º marzo 2020                     | Lahti                                                        | Finlandia                | 4x5 km (con Tiril Udnes Weng, Ingvild Flugstad Østberg e Heidi Weng)           |
| 27 novembre 2020 29 novembre 2020 | Kuusamo                                                      | Finlandia                | Ruka Triple                                                                    |
| 23 gennaio 2021                   | Lahti                                                        | Finlandia                | 15 km ST                                                                       |
| 24 gennaio 2021                   | Lahti                                                        | Finlandia                | 4x5 km (con Tiril Udnes Weng, Helene Marie Fossesholm e Heidi Weng)            |
| 28 novembre 2021                  | Kuusamo                                                      | Finlandia                | 10 km TL PU                                                                    |
| 12 dicembre 2021                  | Davos                                                        | Svizzera                 | 10 km TL                                                                       |
| 27 febbraio 2022                  | Lahti                                                        | Finlandia                | 10 km TC                                                                       |
| 5 marzo 2022                      | Oslo                                                         | Norvegia                 | 30 km TC MS                                                                    |
| 12 marzo 2022                     | Falun                                                        | Svezia                   | 10 km TL                                                                       |
| 6 dicembre 2024                   | Lillehammer                                                  | Norvegia                 | 10 km TL                                                                       |
| 8 dicembre 2024                   | Lillehammer                                                  | Norvegia                 | 20 km ST                                                                       |
| 28 dicembre 2024 5 gennaio 2025   | Dobbiaco Val di Fiemme                                       | Italia                   | Tour de Ski                                                                    |
| 15 marzo 2025                     | Oslo                                                         | Norvegia                 | 20 km TC                                                                       |
| 23 marzo 2025                     | Lahti                                                        | Finlandia                | 50 km TC MS                                                                    |

Legenda:

TC = tecnica classica

TL = tecnica libera

MS = partenza in linea

PU = inseguimento

ST = skiathlon

##### Coppa del Mondo - competizioni intermedie
- Vincitrice del Tour de Ski nel 2014, nel 2016, nel 2020 e nel 2025
- Vincitrice delle Finali nel 2014
- Vincitrice del Ruka Triple nel 2016, nel 2019, nel 2020 e nel 2021
- Vincitrice dello Ski Tour Canada nel 2016
- Vincitrice dello Ski Tour nel 2020
- 71 podi di tappa:
  - 39 vittorie
  - 18 secondi posti
  - 14 terzi posti

###### Coppa del Mondo - vittorie di tappa
| Data             | Località      | Nazione   | Competizione    | Specialità    |
| ---------------- | ------------- | --------- | --------------- | ------------- |
| 4 gennaio 2009   | Val di Fiemme | Italia    | Tour de Ski     | 9 km TL PU    |
| 28 novembre 2010 | Kuusamo       | Finlandia | Nordic Opening  | 10 km TL HS   |
| 9 gennaio 2011   | Val di Fiemme | Italia    | Tour de Ski     | 9 km TL       |
| 27 novembre 2011 | Kuusamo       | Finlandia | Nordic Opening  | 10 km TC PU   |
| 8 gennaio 2012   | Val di Fiemme | Italia    | Tour de Ski     | 9 km TL PU    |
| 18 marzo 2012    | Falun         | Svezia    | Finali          | 10 km TL PU   |
| 6 gennaio 2013   | Val di Fiemme | Italia    | Tour de Ski     | 9 km TL PU    |
| 24 marzo 2013    | Falun         | Svezia    | Finali          | 10 km TL PU   |
| 4 gennaio 2014   | Val di Fiemme | Italia    | Tour de Ski     | 5 km TC       |
| 5 gennaio 2014   | Val di Fiemme | Italia    | Tour de Ski     | 9 km TL PU    |
| 15 marzo 2014    | Falun         | Svezia    | Finali          | 15 km ST      |
| 16 marzo 2014    | Falun         | Svezia    | Finali          | 10 km TL PU   |
| 6 dicembre 2014  | Lillehammer   | Norvegia  | Nordic Opening  | 5 km TL       |
| 7 dicembre 2014  | Lillehammer   | Norvegia  | Nordic Opening  | 10 km TC PU   |
| 10 gennaio 2015  | Val di Fiemme | Italia    | Tour de Ski     | 10 km TC MS   |
| 11 gennaio 2015  | Val di Fiemme | Italia    | Tour de Ski     | 9 km TL PU    |
| 28 novembre 2015 | Kuusamo       | Finlandia | Ruka Triple     | 5 km TL       |
| 29 novembre 2015 | Kuusamo       | Finlandia | Ruka Triple     | 10 km TC PU   |
| 2 gennaio 2016   | Lenzerheide   | Svizzera  | Tour de Ski     | 15 km TC MS   |
| 6 gennaio 2016   | Oberstdorf    | Germania  | Tour de Ski     | 10 km TC MS   |
| 10 gennaio 2016  | Val di Fiemme | Italia    | Tour de Ski     | 9 km TL PU    |
| 2 marzo 2016     | Montréal      | Canada    | Ski Tour Canada | 10,5 km TC MS |
| 1º dicembre 2018 | Lillehammer   | Norvegia  | Nordic Opening  | 10 km TL      |
| 2 dicembre 2018  | Lillehammer   | Norvegia  | Nordic Opening  | 10 km TC PU   |
| 24 marzo 2019    | Québec        | Canada    | Finali          | 10 km TL PU   |
| 30 novembre 2019 | Kuusamo       | Finlandia | Ruka Triple     | 10 km TC      |
| 1º dicembre 2019 | Kuusamo       | Finlandia | Ruka Triple     | 10 km TL PU   |
| 28 dicembre 2019 | Lenzerheide   | Svizzera  | Tour de Ski     | 10 km TL MS   |
| 31 dicembre 2019 | Dobbiaco      | Italia    | Tour de Ski     | 10 km TL      |
| 5 gennaio 2020   | Val di Fiemme | Italia    | Tour de Ski     | 10 km TL MS   |
| 15 febbraio 2020 | Östersund     | Svezia    | Ski Tour        | 10 km TL      |
| 16 febbraio 2020 | Östersund     | Svezia    | Ski Tour        | 10 km TC PU   |
| 18 febbraio 2020 | Åre           | Svezia    | Ski Tour        | SP TL         |
| 20 febbraio 2020 | Meråker       | Norvegia  | Ski Tour        | 34 km TL MS   |
| 23 febbraio 2020 | Trondheim     | Norvegia  | Ski Tour        | 15 km TC PU   |
| 28 novembre 2020 | Kuusamo       | Finlandia | Ruka Triple     | 10 km TC      |
| 29 novembre 2020 | Kuusamo       | Finlandia | Ruka Triple     | 10 km TL PU   |
| 4 gennaio 2025   | Val di Fiemme | Italia    | Tour de Ski     | 20 km ST      |
| 5 gennaio 2025   | Val di Fiemme | Italia    | Tour de Ski     | 10 km TL MS   |

Legenda:

TC = tecnica classica

TL = tecnica libera

SP = sprint

MS = partenza in linea

PU = inseguimento

ST = skiathlon

HS = partenza a handicap

### Atletica leggera

#### Campionati nazionali
- 1 volta campionessa nazionale dei 10000 m piani (2019)

2019
- Oro ai campionati norvegesi (Hamar), 10000 m piani - 32'20"86